# لمنة صغروية
لمنة صغروية (الاسم العلمي:Lemna minuta) هي نوع من النباتات يتبع جنس اللمنة من الفصيلة اللوفية.